# Sumatraanse bosgems
De Sumatraanse bosgems (Capricornis sumatraensis) is een zoogdier uit de familie van de holhoornigen (Bovidae). De wetenschappelijke naam van de soort werd voor het eerst geldig gepubliceerd door Bechstein in 1799.

## Kenmerken
De vrij dunne vacht is donkergrijs tot roodbruin en ruig, terwijl sommige soorten lange, lichtgekleurde manen hebben. Ze hebben zwarte, geribbelde hoorns van ongeveer 15 tot 20 cm lengte. De schofthoogte varieert van 85 tot 100 cm.

## Leefwijze
Het zijn uitstekende klimmers, die zich voeden met allerlei plantaardig materiaal.

## Voorkomen
De soort komt voor in Indonesië, Maleisië en Thailand in rotsachtige streken, soms op grote hoogten. 's Winters dalen ze af naar lager gelegen gebieden.

## Ondersoorten
De Sumatraanse bosgems heeft de volgende ondersoorten:
- Capricornis sumatraensis sumatraensis (Bechstein, 1799) – komt voor op Sumatra.
- Capricornis sumatraensis maritimus Heude, 1888 – komt voor in Cambodja, Laos, Myanmar, Thailand en Vietnam.
- Capricornis sumatraensis milneedwardsii David, 1869 (Chinese bosgems) – komt voor in China.
- Capricornis sumatraensis thar (Hodgson, 1831) (Himalayabosgems) – komt voor in de Himalaya, in India, Nepal, Bhutan, Bangladesh en Myanmar.